# Буонабитаколо
Буонабита̀коло (на италиански: Buonabitacolo; на неаполитански: Bonavetacol', Бонавътаколъ) е малко градче и община в Южна Италия, провинция Салерно, регион Кампания. Разположено е на 501 m надморска височина. Населението на общината е 2632 души (към 2010 г.).